# Sergej Jakovlevič Lemešev
Sergéj Jakovlevič Lémešev (in russo Серге́й Я́ковлевич Ле́мешев?; Knjazevo, 10 luglio 1902 – Mosca, 26 giugno 1977) è stato un tenore russo.

## Biografia

### Primi anni di vita e carriera
Lemešev nacque nel villaggio di Knjazevo, in una famiglia di contadini e suo padre voleva che diventasse un ciabattino. Nel 1914 lasciò una scuola parrocchiale e fu inviato a San Pietroburgo per essere addestrato a fare scarpe. Nel 1917 si diplomò alla scuola di Tver', dove ricevette una formazione vocale. Iniziò dapprima in un club operaio locale e in seguito si trasferì a Mosca.
Tra il 1921 e il 1925 studiò al Conservatorio di Mosca con Nazarij Rajskij. Nel 1924 cantò nello studio d'opera di Konstantin Stanislavskij. Dal 1926 al 1931 cantò nei teatri di Ekaterinburg, Harbin e Tbilisi.
Nel 1931 Lemešev fu invitato al Teatro Bol'šoj, fece il suo debutto e alla fine divenne solista del teatro. La sua tonalità di tenore lirico di un timbro insolitamente morbido e leggero gli portò quasi subito amore e popolarità tra gli ammiratori dell'arte operistica. Tuttavia Lemešev è stato un grande lavoratore e ha lavorato duramente per sviluppare ciascuno dei suoi ruoli d'opera. Le sue qualità vocali e artistiche, evidenti ad ogni ascoltatore, sono la bellezza del timbro, la musicalità, la naturalezza della emissione vocale, l'espressività, la dizione molto chiara e l'incredibile pianissimo. I migliori anni della sua carriera operistica furono dal 1931 al 1942. Fu anche un eccezionale cantante di concerti e un brillante interprete di canzoni popolari tradizionali russe. Nel 1938 diventò il primo artista a cantare tutte e 100 le romanze di Čajkovskij in 5 concerti. Le canzoni popolari trasmesse alla radio hanno ulteriormente sigillato la sua statura di cantante veramente nazionale.

### Salute
L'inizio della Grande Guerra Patriottica fu cruciale per Lemešev; durante una evacuazione prese un bruttissimo raffreddore che gli provocò due attacchi di polmonite, complicati da pleurite e tubercolosi del polmone destro. Fu curato con pneumotorace artificiale, che indusse il collasso terapeutico di un polmone. Sebbene il canto fosse proibito, si adattò essendo più cosciente e sensibile per quanto riguarda la sua tecnica e continuò a cantare con un polmone dal 1942 al 1948, quando anche l'altro polmone fu artificialmente collassato e rigonfiato. In quel periodo registrò Lakmé, Sneguročka, I pescatori di perle, Mozart e Salieri e brani tratti da opere come Il barbiere di Siviglia e Rigoletto.
Nel 1947 fece una tournée e si esibì all'Opera di Stato di Berlino. Insieme al suo amico rivale, il tenore Ivan Kozlovskij, è stato il tenore principale del Bol'šoj fino al 1956.

### Repertorio
Il repertorio operistico di Lemešev consisteva principalmente di opere russe, insieme a un numero particolarmente notevole di brani francesi e alcuni brani italiani e tedeschi. Quasi tutte le opere sono state eseguite in lingua russa. Sfortunatamente sono disponibili pochissime registrazioni complete, con solo degli estratti di brani disponibili, nonostante le numerose esibizioni di Lemešev sul palcoscenico in ruoli come il Duca in Rigoletto e Almaviva ne Il barbiere di Siviglia.
- Rodolfo in La bohème di Giacomo Puccini
- Il Duca in Rigoletto di Giuseppe Verdi
- Romeo in Romeo e Giulietta di Charles Gounod
- Almaviva in Il barbiere di Siviglia di Gioachino Rossini
- Levko in Notte di maggio di Nikolaj Rimskij-Korsakov
- Alfredo in La traviata di Giuseppe Verdi
- Astrologo in Il gallo d'oro di Nikolaj Rimskij-Korsakov
- Vladimir Igorevich in Il principe Igor' di Aleksandr Borodin
- Rodolfo in Luisa Miller di Giuseppe Verdi
- Un forestiero indiano in Sadko di Nikolaj Rimskij-Korsakov
- Lohengrin in Lohengrin di Richard Wagner
- Nadir in I pescatori di perle di Georges Bizet
- Doctor Faust in Faust di Charles Gounod
- Tsar Berendei in Fanciulla di neve (fiaba di primavera) di Nikolai Rimsky-Korsakov
- Boyan in Ruslan e Ljudmila di Michail Glinka
- Principe Sidonal in The Demon di Anton Rubinstein
- Dubrovsky in Dubrovsky di Ėduard Napravnik
- Gérald in Lakmé di Léo Delibes
- Werther in Werther di Jules Massenet
- Fra Diavolo in Fra Diavolo di Daniel Auber, tra gli altri.

### Ruolo principale come Lenskij inEugenio Onegin
Il cavallo di battaglia di Lemešev era quello di Lenskij in Eugenio Onegin di Pëtr Il'ič Čajkovskij: lo ha eseguito più di 500 volte dal 1927 in poi. L'ha eseguito per l'ultima volta nel giorno del suo 70º compleanno, dopo aver subito tre attacchi di cuore e l'asportazione di un polmone.

### Altri ruoli chiave
Nel 1953 Lemešev ricevette il prestigioso titolo di Artista del popolo dell'Unione Sovietica. Fu anche nominato vicedirettore del Bol'šoj dal 1957 al 1959. Debuttò come regista nel 1951, con la produzione de La traviata al Maly Opera Theatre di Leningrado (oggi Teatro Michajlovskij). In seguito fu nominato direttore della produzione del Werther di Massenet nel 1957 al Bol'šoj.
Verso la fine della sua carriera tenne principalmente concerti di romanze classiche russe e canzoni popolari, con spettacoli trasmessi alla radio ed ha insegnato al Conservatorio di Mosca come professore associato.
Fu sepolto nel Cimitero di Novodevičij a Mosca.

## Lemešev-mania
Il talento, l'abilità artistica, le capacità recitative e il grande fascino di Lemešev lo resero molto presto un idolo pubblico. Quasi tutte le sue esibizioni negli anni '30 e '40 furono accompagnate da folle di fan che lo seguivano per le strade, trascorrendo giorni e notti vicino a casa sua.
Sebbene Lemešev fosse uno dei tenori principali del Teatro Bolshoi, era ammirato dalle fan, che venivano scherzosamente chiamate "lemešistky". L'atrio del teatro era un luogo di rissa tra i "lemešistky" e i "kozlovitjanky" (fan del rivale di Lemešev, Ivan Kozlovskij).
Inoltre, il film "The Musical Story" (1941), in cui interpretò il ruolo principale, gli portò il Premio Stalin e un furore e una fama ancora più diffusi in tutta l'URSS.

## Vita privata
Sei matrimoni e numerose relazioni hanno focalizzato l'attenzione dei fan di Lemešev sulla sua vita personale. La sua quarta moglie fu la famosa soprano Irina Maslennikova, che diede alla luce la figlia di Lemešev, Maria. Alla fine trovò la sua compagna di vita nella cantante Vera Kudrjavceva. Il loro matrimonio è durato per oltre 20 anni, fino alla morte di Lemešev nel 1977.

## Eredità
È autore del libro "The Way to Art", pubblicato nel 1968.
L'asteroide numero 4561 ha ricevuto il nome Lémešev nel 1978, un anno dopo la morte di Sergéj Lemešev.

## Incisioni
- Čajkovskij - Eugenio Onegin, cond. Georgy Doniyakh, Leningrad, Maly Theatre (CD) Label: Aquarius (1954 Live recording)
- Čajkovskij - Eugenio Onegin, cond. Boris Khaikin, Bolshoi Theatre (CD) Label: Opera D'oro (1956 studio recording, remastered), 1999
- Rimskij-Korsakov - May Night, cond. Vasili Nebolsin, Bolshoi Theatre (3 LP Monarch MWL 338-340), about 1948.
- Scenes and Arias from Operas - Sergei Lemeshev (CD) Label: Yedang Entertainment, 2002
- Lebendige Vergangenheit: Sergei Lemeshev, Preiser Records Audio CD (July 4, 1998)
- A large number of CD's (42 so far) including 'live' concerts have been published by Aquarius, (Maggiori informazioni)

## Citazioni su Lémešev
"Parlando in modo dolce e schivo, Lemešev odiava il suo status di star e tutto lo sfarzo e le feste che implicava. Il suo atteggiamento maniaco del lavoro e la sua precisione erano leggendari e registi, direttori d'orchestra, accompagnatori e colleghi cantanti lo trovavano sempre un uomo simpatico e alla mano con cui tutti amavano lavorare…" (Voce della Russia)
"Cantava sul soffio, evitava la respirazione addominale stressante (solo Caruso poteva farlo) e dirigeva la corrente sonora verso la maschera, il metodo di canto che tanto era vangelo per Lauri-Volpi". (Dott. Giuseppe Fragala)
"Ha sviluppato una voce mista di incomparabile bellezza, che gli ha permesso di prendere le note più alte con una ricchezza così bella che persino gli specialisti non potevano spiegare come facesse tecnicamente... Il suo do di petto... suonava virile e pieno...abbassare un po' la laringe sulle note acute gli ha permesso di eseguire le parti che i normali tenori lirici non cantavano, [ruoli come] Rodolfo ne La bohème, Levko ne La notte di maggio, Dubrovsky, Fra Diavolo…" (A.Orfenov)